# Stratifikation (social)
 For alternative betydninger, se Stratifikation. (Se også artikler, som begynder med Stratifikation)
Stratifikation betyder at dele i lag. I samfundsvidenskaberne anvendes det i betydningen at opdele i klasser eller rangordne.
I Danmark er begrebet især anvendt af Socialforskningsinstituttet, fortrinsvis i undersøgelser af chanceulighed. De tidligste undersøgelser, baseret på stratifikation blev foretaget af Preben Wollf og Kaare Svalastoga.